# Bactericera nigricornis
Bactericera nigricornis är en insektsart som först beskrevs av W. Foerster 1848.  Bactericera nigricornis ingår i släktet Bactericera och familjen spetsbladloppor.
Artens utbredningsområde är Iran. Enligt den finländska rödlistan är arten nationellt utdöd i Finland. Arten är reproducerande i Sverige. Artens livsmiljö är parker, gårdsplaner och trädgårdar. Inga underarter finns listade i Catalogue of Life.